# José Manuel Mena
José Manuel Mena Valencia (5 de enero de 1956) es un ingeniero, empresario y consultor chileno, ex gerente general de BancoEstadoActual presidente de la Asociación de Bancos e Instituciones Financieras (ABIF) cargo que asumió en abril de 2019 y que ocupará hasta 2027.
Estudió en el Liceo 6 de Hombres de la capital (hoy Liceo Andrés Bello), donde fue compañero del político socialista Camilo Escalona, y posteriormente ingeniería civil industrial en la Universidad de Chile. Luego cursó un magíster en ingeniería industrial con mención en ingeniería económica.
Tenía 24 años cuando, en 1979, ingresó al Banco de Talca, donde fue jefe de departamento. Entre 1985 y 1995, tras la grave crisis que azotó al sistema financiero chileno, fue gerente de la división de planificación y desarrollo de Bancosorno y director de empresas filiales de bancos comerciales.
En agosto de 1995 pasó a integrar el comité ejecutivo del entonces Banco del Estado de Chile, como gerente general ejecutivo, cargo desde el cual lideró una fuerte modernización de la entidad en los planos operacional y comercial. Este relanzamiento incluyó, de paso, un nuevo nombre de fantasía: BancoEstado.
Dejó el cargo, por decisión de la presidenta Michelle Bachelet, en diciembre de 2007, vale decir, diez meses después del colapso que produjo en la capital la implementación del sistema de transporte Transantiago, de cuyo administrador financiero BancoEstado era su mayor accionista, con un 21%. Dos meses antes había sido apartado de la presidencia del denominado AFT, ente responsable del funcionamiento de la plataforma tecnológica del plan, elemento que resultó ser uno de los más cuestionados del proyecto tras su fallida implementación.
Tras su remoción, volvió al sector privado, específicamente a CorpBanca, del empresario local Álvaro Saieh, con quien había trabajado en el Banco Osorno.